# Gastão III de Foix-Candale

Gastão III de Foix-Candale (? - ?, 1536). Nobre francês, foi conde de Benauges e de Candale e captal de Buch. Era filho do conde Gastão II de Foix-Candale e da infanta navarra Catarina de Foix. Era o irmão de Ana de Foix-Candale, rainha consorte da Hungria.

## Matrimônio e descendência
Casou-se com Marta de Astarac. Desta união nasceu:
- Federico (? - 1571), seu sucessor.